# Martin Supper
Martin Supper (* 1947 in Stuttgart) ist ein deutscher Komponist und Hochschullehrer.

## Leben
Supper lernte zunächst Fernseh- und Radiotechnik. Danach studierte er Informatik, Linguistik und Musikwissenschaft an der Technischen Universität Berlin. Er studierte mit einem DAAD-Stipendium Computermusik und Elektroakustische Musik bei Gottfried Michael Koenig am Institut für Sonologie der Universität Utrecht. Später promovierte er in Musikwissenschaft. 1985 bis 2017 leitete er das Studio für Klangkunst und Klangforschung der Universität der Künste Berlin (UdK) und 2009 bis 2015 den postgradualen Masterstudiengang Sound Studies (seit 2017: Sound Studies and Sonic Arts), ebenfalls an der UdK Berlin. Seit 2013 lehrt Supper regelmäßig Klangkunst am Shanghai Conservatory of Music. 1991 war er Gründungsmitglied der deutschen Sektion der International Confederation for Electroacoustic Music. 1995 war er im Beirat der Musikenzyklopädie MGG und 2000 für den Schweizer Pavillon des Architekten Peter Zumthor. Von 1997 bis 2006 war er Juror der Initiative Neue Musik Berlin, 2001 der Karl Hofer Gesellschaft und 2007 der Villa Aurora.

## Werke (Auswahl)

### Schriften
- Martin Supper: "Constraints and freedom : a conversation with Georg Katzer." In: Computer music journal, ISSN 1531-5169, Bd. 42 (2018), 3, S. 8–16
- Martin Supper: "A few remarks on algorithmic composition." In: Computer music journal, ISSN 0148-9267, Bd. 25 (2001), 1, S. 48–53
- Martin Supper: Elektroakustische Musik & Computermusik. Geschichte - Ästhetik - Methoden - Systeme. Hrsg.: Wissenschaftliche Buchgesellschaft, Darmstadt. Wolke Verlag, Hofheim 1997, ISBN 3-923997-77-9 (208 S.).